# Ramzi Yousef
Abdul Basit Mahmoud Abdul Karim, mieux connu sous le pseudonyme Ramzi Ahmed Yousef ou Ramzi Mohammed Yousef  (en arabe : رمزي يوسف), également connu sous des dizaines d'autres pseudonymes, né le 27 avril 1968 au Koweït, est un terroriste islamiste pakistanais. 
Il est l'un des planificateurs de l'attentat du World Trade Center de 1993, de l'opération Bojinka — précurseur des attentats du 11 septembre 2001 —, d'une conspiration envers Benazir Bhutto et de l'attentat manqué sur le vol Philippine Airlines 434 en décembre 1994.  

## Biographie

### Famille et enfance
Abdul Basit Mahmoud Abdul Karim, dit Ramzi Yousef, utilise de nombreux pseudonymes,. Il est né au Koweït de parents pakistanais. Son père, plus précisément, est originaire de la province du Baloutchistan.
La mère de Ramzi Yousef est suspectée d'être la sœur de Khalid Cheikh Mohammed[réf. nécessaire].

### Parcours international
Lorsque sa famille quitte le Koweït pour revenir au Pakistan, Yousef part pour le Swansea Institute (en) au pays de Galles en 1986. Il s'enregistre à l'université sous le nom d'Abdul Basit Mahmoud Kareem. Il obtient un diplôme d'ingénieur en électronique en 1989. Il est de retour au Koweït en 1990 lorsque les troupes irakiennes envahissent le pays. Il quitte la ville de Koweit le 26 août 1990 pour le Pakistan en passant par l'Irak. Au début de l'année 1991, il est aux Philippines avec l'objectif d'entrer en contact avec le groupe militant islamique Abou Sayyaf qui se bat pour l'indépendance de l'île de Mindanao. En 1992, il quitte les Philippines pour Bagdad où il n'est que de passage avant d'entrer au Pakistan avec un passeport irakien le 30 mai 1992. Il passe l'été à Peshawar avec Ahmed Ajaj avant de partir pour les États-Unis le 1er septembre 1992.

### Attentat du World Trade Center de 1993

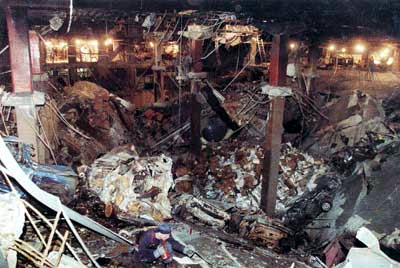
Décombres du parking où a eu lieu l'explosion.

Yousef a reçu une formation dans les camps d’entraînement d’Al-Qaida en Afghanistan avant de planifier les attentats aux États-Unis. Khalid Cheikh Mohammed, considéré plus tard comme le principal architecte des attentats du 11 septembre 2001, lui transmet des conseils par téléphone portable. Le financement est également assuré par Khalid Cheikh Mohammed.
L'attentat du World Trade Center de 1993 se déroula le 26 février, quand une voiture piégée explose sous la tour Nord du World Trade Center, à New York. Les 680 kg de l'engin explosif au nitrate sont placés dans l'intention de faire basculer la tour Nord sur la tour Sud, afin de détruire ainsi le complexe et de tuer des milliers de civils. Malgré l'échec de l'opération, la bombe tua néanmoins 6 personnes et en blessa 1 042. Cet attentat, inspiré par Al-Qaïda, peut être considéré comme le premier attentat djihadiste contre un pays occidental de l'histoire.

### Opération Bojinka
L'opération Bojinka est un plan d'attentats terroristes sur des avions de ligne américains découvert en janvier 1995. Ce plan est considéré comme le précurseur des attentats du 11 septembre 2001 visant des bâtiments symboliques du nord-est des États-Unis.

### Conspiration envers Benazir Bhutto
Après son retour au Pakistan en février 1993, Yousef se cache. Cet été-là, il aurait accepté l'assassinat contre la Première ministre du Pakistan, Benazir Bhutto, à la demande de membres du Sipah-e Sahaba Pakistan. Le complot échoue quand Yousef et son complice Abdul Hakim Murad (en) sont interrompus par la police à l'extérieur de la résidence de Bhutto. Yousef décide d'annuler l'attentat à l'explosif mais ce dernier explose alors que Yousef essaye de récupérer l'appareil[réf. nécessaire].

### Vol Philippine Airlines 434
Le 11 décembre 1994, le Boeing 747 effectuant le vol Philippine Airlines 434 se trouve sur la deuxième étape de son itinéraire entre Manille, Tokyo et Cebu lorsqu'une bombe explose. Elle est constituée de nitroglycérine liquide camouflée dans une bouteille de solution pour lentilles de contact. Un système de minuterie fait que Ramzi Youssef, le poseur de bombe, a pu partir à l'escale précédente. Un passager est tué par la bombe qui était juste sous son siège mais le commandant de bord — un pilote expérimenté — réussit quand même à poser l'avion en urgence.

### Arrestation, condamnation et emprisonnement
Le 6 février 1995, il est arrêté à Islamabad par le Diplomatic Security Service et transféré aux États-Unis. 
Le 5 septembre 1996, le juge Kevin Duffy (en) le condamne à la prison à perpétuité sans possibilité de libération conditionnelle pour son rôle dans l'opération Bojinka. Le 8 janvier 1998, il le condamne à 240 ans de prison pour l'attentat du World Trade Center de 1993 et de nouveau à la prison à perpétuité, cette fois-ci pour le meurtre de Haruki Ikegami (le passager du vol Philippine Airlines 434). 
Depuis, il purge ses peines à l'ADX Florence, une prison fédérale américaine de très haute sécurité (ou Supermax) située à Florence dans le Colorado. Durant sa détention, il se lie d'amitié avec les terroristes Theodore Kaczynski et Timothy McVeigh et tente même de convertir ce dernier à l'islam.

## Médias

### Télévision
- Dangers dans le ciel, saison 3 - épisode 5, il est interprété par Sam Kalilieh.